# Rosanna Arquette
Rosanna Lauren Arquette (ur. 10 sierpnia 1959 roku w Nowym Jorku) – amerykańska aktorka, reżyserka i producentka filmowa.

## Życiorys

### Wczesne lata
Urodziła się w Nowym Jorku jako najstarsza z pięciorga dzieci aktora Lewisa Arquette (ur. 14 grudnia 1935, zm. 10 lutego 2001), nawróconego z katolicyzmu na islam i polskiej Żydówki Mardi (z domu Nowak; zm. 8 sierpnia 1997 na nowotwór złośliwy sutka), znanej także jako Olivia, aktorki, hipiski, poetki, operatorki teatralnej i aktywistki politycznej, pochodziła z rodziny, która wyemigrowała z Polski i Rosji. Jej dziadek ze strony ojca – Cliff Arquette był aktorem. Jest daleko spokrewniona z amerykańskim odkrywcą Meriwetherem Lewisem.
Jej młodsze rodzeństwo to Richmond (ur. 21 sierpnia 1963), Patricia (ur. 8 kwietnia 1968), Alexis (ur. 28 lipca 1969, zm. 11 września 2016) i David (ur. 8 września 1971).

### Kariera
Na scenie debiutowała już w wieku 15 lat. Po udziale w teledramacie ABC Mając dzieci 2 (Having Babies II, 1977), jako aktorskie odkrycie została powitana na małym ekranie w serialu ABC Osiem wystarczy (Eight Is Enough, 1979).
Po raz pierwszy na dużym ekranie pojawiła się na kinowym ekranie w komediodramacie Więcej amerykańskich graffiti (More American Graffiti, 1979). Nieco bardziej widoczna była w satyrze na Hollywood S.O.B. (1981) Blake’a Edwardsa. Za rolę Nicole Baker w telewizyjnym biograficznym dramacie kryminalnym NBC Pieśń kata (The Executioner’s Song, 1982) zdobyła nominację do nagrody Emmy.
Sukcesem stała się rola zagubionej Jill Rosen, zafascynowanej hipisowskim modelem życia, w dramacie Johna Saylesa To ty, dziecino (Baby It's You, 1983), pozbawionym moralizatorstwa studium młodzieżowej kultury lat 60. Zaraz potem w komedii  Rozpaczliwie poszukując Susan (Desperately Seeking Susan, 1985) z Madonną zagrała postać Roberty Glass z typowego mieszczańskiego domu, która przyjmuje rolę nieporządnej przedstawicielki hipisowskiej cyganerii. Za rolę odebrała nagrodę BAFTA Film dla najlepszej aktorki drugoplanowej i nominację do nagrody Złotego Globu. Wzięła udział w teledysku Michaela Jacksona „Liberian Girl” (1987).
Duże uznanie przyniosły role w produkcjach kinowych, takich jak: komedia Martina Scorsese Po godzinach (After Hours, 1985), komedia Nie taka głupia (Nobody's Fool, 1986) jako samotnie wychowująca dziecko kelnerka, czarna komedia sensacyjna Quentina Tarantino Pulp Fiction (1994) w roli Jody, niezrównoważonej partnerki dilera narkotyków, kontrowersyjny dramat Davida Cronenberga Crash: Niebezpieczne pożądanie (Crash, 1996), melodramat Oko w oko z życiem (Buffalo '66, 1998) czy komedia kryminalna Jak ugryźć 10 milionów (The Whole Nine Yards, 2000) jako szantażująca własnego męża Sophie Oseransky.
Bywała obsadzana w rolach trzpiotek, a także kobiet rozchwianych, która lądują w dziwacznych konstelacjach osobistych, najczęściej rozwiedzione i zranione.

## Życie prywatne
Była trzykrotnie mężatką; z Anthonym Greco (od 17 lipca 1979), z kompozytorem Jamesem Newtonem Howardem (1986–1987), Johnem Sidelem (1993–1999), z którym ma córkę Zoe. W latach 80. była związana z muzykiem Peterem Gabrielem. Spotykała się z Steve’em Porcaro, z zespołu Toto, który dedykował jej piosenkę pt. „Rosanna”. 18 sierpnia 2013 poślubiła Todda Morgana.

## Filmografia

### Reżyser
- 2005: All We Are Saying
- 2002: W poszukiwaniu Debry Winger (Searching for Debra Winger)

### Zdjęcia
- 2005: All We Are Saying

### Aktorka
- 2011: Bunkier (The Divide) jako Marilyn
- 2010: Inhale jako dr Rubin
- 2009: American Pie VII: Księga miłości (American Pie 7: The Book of Love) jako mama Roba
- 2005: What About Brian jako Nicole 'Nic'
- 2005: Iowa jako Effie Harte
- 2005: Kids in America jako Abby Pratt
- 2005: My Suicidal Sweetheart jako Vera
- 2004: Dead Cool jako Deirdre
- 2004: Gilded Stones jako Sally
- 2003: Chwile grozy (Rush of Fear) jako Alex
- 2001: Big Bad Love jako Velma
- 2001: Dobre rady (Good Advice) jako Cathy Sherman
- 2001: Things Behind the Sun jako Pete
- 2001: Joe Dirt jako Charlene
- 2001: Pamiętnik seksoholika (Diary of a Sex Addict) jako Grace Horn
- 2000: Zew ciała (Too Much Flesh)
- 2000: Trucizna (Poison) jako Dana Lazlo
- 2000: Jak ugryźć 10 milionów (The Whole Nine Yards) jako Sophie Oseransky
- 1999: Switched at Birth jako Linda
- 1999: Sugar Town jako Eva
- 1999: Palmer's Pick Up jako Dawn
- 1998: Oko w oko z życiem (Buffalo '66) jako Wendy
- 1998: W obronie morderstwa (I Know What You Did) jako Stacey Keane
- 1998: Odpływając w dal (Floating Away) jako Maurey
- 1998: Ulotna nadzieja (Hope Floats) jako Connie Phillips
- 1998: Hell’s Kitchen jako Liz McNeary
- 1998: Homeslice
- 1998: I’m Losing You jako Rachel Krohn
- 1998: Sprawa załatwiona (Fait Accompli)
- 1998: Pigeon Holed jako Devon's Mother
- 1997: You’re Still Not Fooling Anybody jako Jody
- 1997: Kłamca (Deceiver) jako pani Kennesaw
- 1997: Michael Jackson: HIStory on Film - Volume II jako ona sama
- 1997: Pistolet (Gun) jako Lily
- 1997–2004: Kancelaria adwokacka (The Practice)
- 1997: Przygoda na rybach (Gone Fishin’) jako Rita
- 1997: Przysługa (Do Me a Favor) jako Alex Langley
- 1996: White Lies jako Artist
- 1996: Crash: Niebezpieczne pożądanie (Crash) jako Gabrielle
- 1995: Ktoś tu kręci (Search and Destroy) jako Lauren Mirkheim
- 1994: Pulp Fiction jako Jody
- 1994: Miasto strachu (La Cité de la peur) jako une comédie familiale
- 1994: Nowhere to Hide jako Sarah Blake
- 1993: Uciec, ale dokąd? (Nowhere to Run) jako Clydie
- 1993: The Wrong Man jako Missy Mills
- 1992: Zbrodnia doskonała (In The Deep Woods) jako Joanna Warren
- 1992: Ojcowie i synowie (Fathers & Sons) jako Miss Athena
- 1991: Numer nie z tej ziemi (The Linguini Incident) jako Lucy
- 1991: Lot Intrudera (Flight of the Intruder) jako Callie
- 1991: Son of the Morning Star jako Libby Custer
- 1990: Słodki rewanż (Sweet Revenge) jako Kate
- 1990: ...Almost jako Wendy
- 1990: Czarna tęcza (Black Rainbow) jako Martha Travis
- 1990: Separation jako Sarah
- 1989: Nowojorskie opowieści (New York Stories) jako Paulette
- 1989: L'Aventure du Grand Bleu jako ona sama
- 1988: Wielki błękit (Le Grand bleu) jako Johanna
- 1988: Akt wiary (Promised a Miracle) jako Alice 'Lucky' Parker
- 1987: Amazonki z Księżyca (Amazon Women on the Moon) jako Karen
- 1986: Śmierć na wiele sposobów (8 Million Ways to Die) jako Sarah
- 1986: Nie taka głupia (Nobody's Fool) jako Cassie
- 1985: Lotnik (The Aviator) jako Tillie Hansen
- 1985: Survival Guide
- 1985: Silverado jako Hannah
- 1985: Rozpaczliwie poszukując Susan (Desperately Seeking Susan) jako Roberta Glass
- 1985: Po godzinach (After Hours) jako Marcy
- 1984: Parada (The Parade) jako Tilda Kirby
- 1983: Baby, to jesteś ty (Baby, It's You) jako Jill Rosen
- 1983: Off the Wall jako Pam
- 1983: One Cooks, the Other Doesn't jako Tracy
- 1982: Ściana (I))
- 1982: Johnny Belinda jako Belinda McAdam
- 1982: Pieśń kata (The Executioner’s Song) jako Nicole Baker
- 1981: A Long Way Home jako Rose Cavanaugh
- 1981: S.O.B. jako Babs
- 1980: Gorp jako Judy
- 1979: The Ordeal of Patty Hearst
- 1979: Więcej amerykańskiego graffiti (More American Graffiti) jako Girl in Commune
- 1978: Zuma Beach jako Beverly
- 1978: Dark Secret of Harvest Home jako Kate Constantine
- 1977: Having Babies II

### Producent
- 2005: All We Are Saying
- 2002: W poszukiwaniu Debry Winger (Searching for Debra Winger)

### Gościnnie
- 2004–2005: Summerland jako Ronnie
- 2004: The L Word jako Sherry Jaffe
- 2001: Prawo i porządek: Zbrodniczy Zamiar (Law & Order: Criminal Intent) jako Kay Connelly
- 1998–2006: Para nie do pary (Will & Grace) jako Julie(2003)
- 1997–2004: Kancelaria adwokacka (The Practice) jako Brenda Miller
- 1978: What Really Happened to the Class of '65? jako Nancy
- 1977–1981: Eight is enough jako Lori West

### Zdjęcia archiwalne
- 2005: Cinema mil jako ona sama

### Występy niewymienione w czołówce
- 1998: Ulotna nadzieja (Hope Floats) jako Connie